# فرودگاه لا نوبیا
فرودگاه لا نوبیا (به اسپانیایی: Aeropuerto La Nubia) یک فرودگاه همگانی مسافربری با کد یاتا MZL است که یک باند فرود آسفالت دارد و طول باند آن ۱٫۴۲۱ متر است. این فرودگاه در کشور کلمبیا قرار دارد و در ارتفاع ۲٫۰۲۱ متری از سطح دریا واقع شده‌است.